# سیارک ۲۰۸۷۰
سیارک ۲۰۸۷۰ (به انگلیسی: 20870 Kaningher، نامگذاری:2000VC48) بیست هزار و هشتصد و هفتادمین سیارک کشف شده‌است که در ۲ نوامبر ۲۰۰۰ کشف شد.
قدر مطلق سیارک برابر ۱۲.۳ است.